# Нейландс, Кристс
Кристс Не́йландс (латыш. Krists Neilands; род. 18 августа 1994, Вентспилс, Латвия) — латвийский профессиональный шоссейный велогонщик, выступающий за израильскую профессиональную континентальную команду Israel Cycling Academy. Чемпион Латвии в групповой гонке (2017, 2018).

## Достижения
2012
1-й  Tour de la Région de Lódz — Генеральная классификация (юниоры)
1-й — Этап 2
2013
3-й Чемпионат Латвии — Групповая гонка U23
5-й Чемпионат Латвии — Групповая гонка
2014
1-й  Чемпион Латвии — Индивидуальная гонка U23
8-й — Мемориал Хенрика Ласака
2015
1-й  Чемпион Латвии — Групповая гонка U23
1-й  Чемпион Латвии — Индивидуальная гонка U23
1-й — Этап 3 Tour de Borneo
2-й Чемпионат Латвии — Групповая гонка
5-й — Podlasie Tour — Генеральная классификация
1-й  — Молодёжная классификация
5-й — Тур Хайнаня — Генеральная классификация
5-й — GP Liberty Seguros — Генеральная классификация
8-й — Velothon Wales
2016
1-й  Чемпион Латвии — Индивидуальная гонка U23
5-й Чемпионат Латвии — Групповая гонка
5-й — Carpathian Couriers Race — Генеральная классификация U23
5-й — Тур Фландрии U23
8-й — Baltic Chain Tour — Генеральная классификация
10-й — Льеж — Бастонь — Льеж U23
2017
1-й — Этап 5 Тур Азербайджана
1-й  Чемпион Латвии — Групповая гонка
3-й Чемпионат Латвии — Индивидуальная гонка
6-й — Тур Словакии — Генеральная классификация
8-й — Baltic Chain Tour — Генеральная классификация
10-й — Volta a Portugal — Генеральная классификация
1-й  — Молодёжная классификация
2018
1-й — Дварс дор хет Хагеланд
1-й  Чемпион Латвии — Групповая гонка
4-й Чемпионат Латвии — Индивидуальная гонка
7-й — Гран-при Индустрия и Артиджанато ди Ларчано
9-й — Хералд Сан Тур — Генеральная классификация

## Статистика выступлений

### Гранд-туры
| Гонка           | 2018 |
| --------------- | ---- |
| Джиро д'Италия  | 73   |
| Тур де Франс    |      |
| Вуэльта Испании |      |

| —  | Не участвовал  |
| НФ | Не финишировал |